# Diadromus arcticus
Diadromus arcticus là một loài tò vò trong họ Ichneumonidae.